# Langenstraße 13 (Stralsund)
Das Haus Langenstraße 13 in Stralsund ist ein denkmalgeschütztes Bauwerk in der Langenstraße.

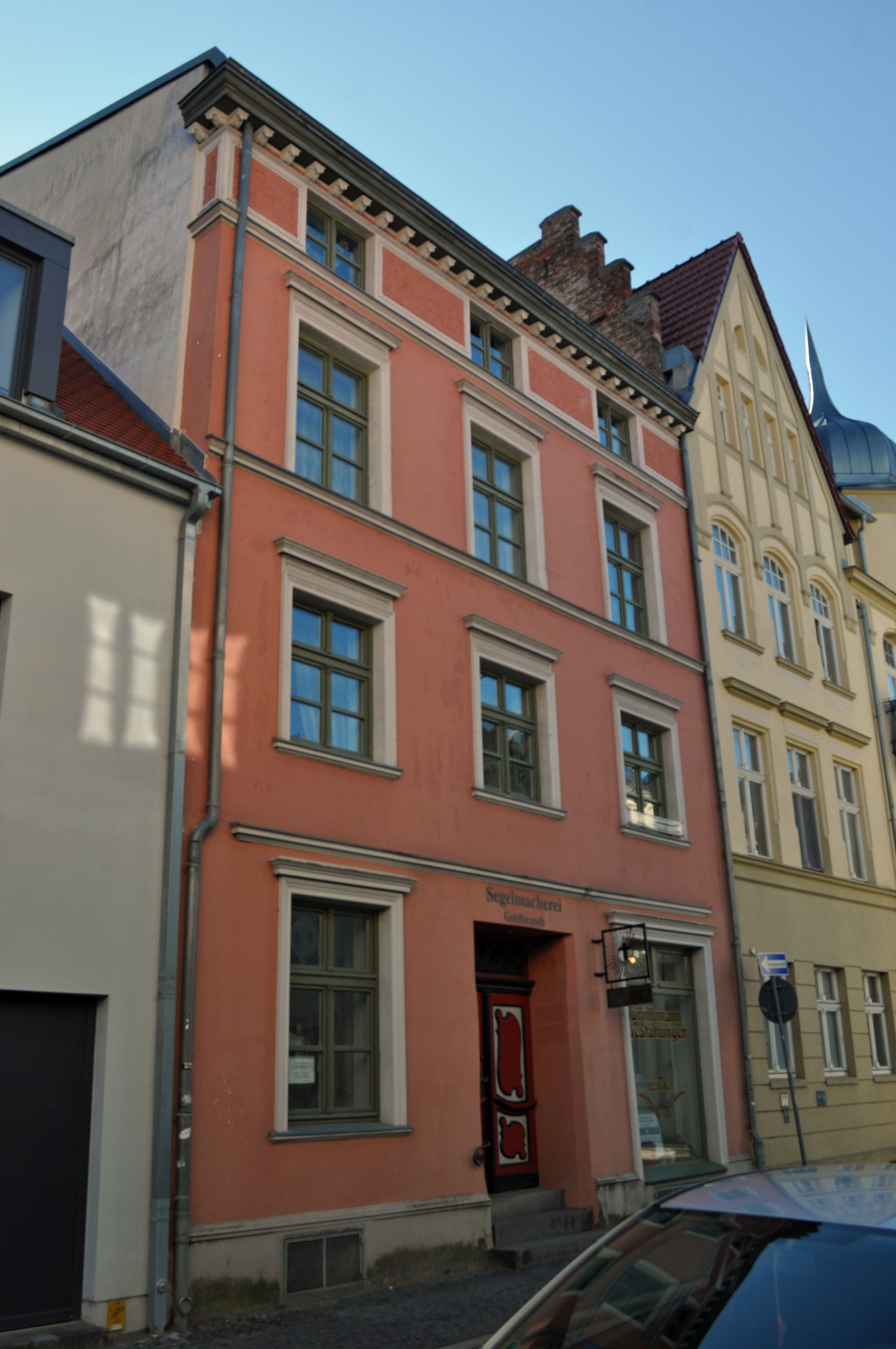
Haus Langenstraße 13 in Stralsund (2012)

Das dreiachsige, verputzte Gebäude wurde Mitte des 18. Jahrhunderts zweigeschossig errichtet. Die geschnitzte zweiflüglige Haustür mit Rokoko-Ornamentik stammt aus dieser Zeit. Im Jahr 1882 wurde das Haus um eineinhalb Geschosse erhöht und die Fassade klassizistisch überformt.
Das Haus im Kerngebiet des von der UNESCO als Weltkulturerbe anerkannten Stadtgebietes des Kulturgutes „Historische Altstädte Stralsund und Wismar“ ist in die Liste der Baudenkmale in Stralsund eingetragen.